# Happy Death Day 2U
Happy Death Day 2U is een Amerikaanse horrorfilm uit 2019, geregisseerd door Christopher Landon. De film is een vervolg op de film Happy Death Day uit 2017.

## Verhaal
Student Ryan wordt op dinsdag 19 september wakker in zijn auto. Als hij terug naar zijn slaapkamer gaat loopt hij binnen bij kamergenoot Carter en zijn vriendin Tree. Samen met medestudenten Samar en Dre hervat hij het werk aan een experimentele kwantumreactor. Nadat Bronson, de decaan van de school, het project heeft stopgezet vanwege verschillende stroomstoringen, wordt Ryan vermoord door een figuur met het masker van zijn schoolmascotte (zelfde als in de vorige film). Hierop wordt Ryan weer wakker op dinsdag de 19e en beleefd de dag opnieuw. Hij weet Tree hierover te vertellen waarop zij vertelt hetzelfde mee te hebben gemaakt. Hierop besluit Tree samen met Carter Ryan te gaan helpen.
Tree weet de nieuwe moordenaar te vinden, wanneer ze zijn masker van zijn gezicht trekt blijkt dit Ryan te zijn uit een andere tijd. De tweede Ryan waarschuwt dat de originele Ryan in die tijdlijn moet sterven om de lus te sluiten. Doodsbang activeert Ryan de reactor, waardoor een krachtige energiepuls vrijkomt die iedereen bewusteloos slaat.
Tree wordt vervolgens wakker in Carter zijn kamer en ze beleeft haar oorspronkelijke tijdlus (uit de vorige film) opnieuw. Echter ze realiseert zich al snel dat de dingen anders zijn als ze erachter komt dat Carter nu uitgaat met een leukere Danielle. Ryan theoretiseert dat de reactor ervoor zorgde dat Tree naar een andere dimensie werd gestuurd. Als Tree erachter komt dat haar moeder in deze nieuwe realiteit nog leeft, besluit ze te blijven.
Die nacht gaat Tree naar het ziekenhuis om seriemoordenaar John Tombs te onderscheppen voordat hij ontsnapt, maar hier wordt ze geconfronteerd door een politieagent. De moordenaar doodt de agent. Tree vlucht weg en komt Lori tegen bij de lift, hier komt ze tot de conclusie dat Lori niet de moordenaar is in deze realiteit. Lori vertelt Tree tevens dat Tombs niet de moordenaar kan zijn omdat ze hem net heeft laten opereren. De moordenaar steekt Lori neer en jaagt vervolgens Tree naar het dak, in blinden paniek valt ze hier van het dak haar dood tegemoet. Hierop wordt Tree weer wakker aan het begin van haar tijdlus; ze eist dat Ryan en zijn team haar moeten helpen om eraan te ontsnappen en helpen ontdekken wie deze nieuwe moordenaar is.

## Rolverdeling
- Jessica Rothe als Tree Gelbman
- Israel Broussard als Carter Davis
- Phi Vu als Ryan Phan
- Suraj Sharma als Samar Ghosh
- Sarah Yarkin als Dre Morgan
- Rachel Matthews als Danielle Bouseman
- Ruby Modine als Lori Spengler
- Steve Zissis als Dean Bronson
- Charles Aitken als Gregory Butler
- Laura Clifton als Stephanie Butler
- Missy Yager als Julie Gelbman
- Jason Bayle als David Gelbman
- Caleb Spillyards als Tim Bauer
- Jimmy Gonzales als politieagent
- Rob Mello als John Tombs
- Tenea Intriago als protesterende student
- Tran Tran als Emily
- Blaine Kern III als Nick Sims
- Cariella Smith als Becky Shepard

## Achtergrond
De film is een vervolg op de film Happy Death Day uit 2017. Het vervolg werd officieel in maart 2018 aangekondigd en de opnames gingen in mei 2018 van start.
Happy Death Day 2U werd uitgebracht op 13 februari 2019 en werd door het publiek algemeen goed ontvangen. Op Rotten Tomatoes heeft de film een score van 71% op basis van 207 beoordelingen. Metacritic komt op een score van 57/100, gebaseerd op 31 beoordelingen.